# Argithea
Argithea (Grieks: Αργιθέα) is sinds 2011 een fusiegemeente (dimos) in de Griekse bestuurlijke regio (periferia) Thessalië.
De drie deelgemeenten (dimotiki enotita) zijn:
- Acheloos (Αχελώος)
- Argithea (Αργιθέα)
- Athamanes (Αθαμάνες)